# Tomás Marsano
Tomás Marsano Gutiérrez (Lima, 9 de mayo de 1867 - ibidem, 20 de septiembre de 1949) fue un hacendado, empresario minero e inmobiliario peruano de origen italiano.

## Biografía
Tomás Marsano Gutiérrez nació el 9 de mayo de 1867 en Lima. Fue hijo de Andrés Marsano y Lucía Gutiérrez. Realizó sus estudios en Italia.
En diciembre de 1894, se casó con Clotilde Campodonico Crovetto, con quien tuvo once hijos: María Inés, Delia Fortunata, María Rosa, Maria Clotilde, Manuela María, José Alberto, Andrés Carlos, Tomás José, Carmen María, Atilio Enrique y Carmela María Marsano Campodónico.

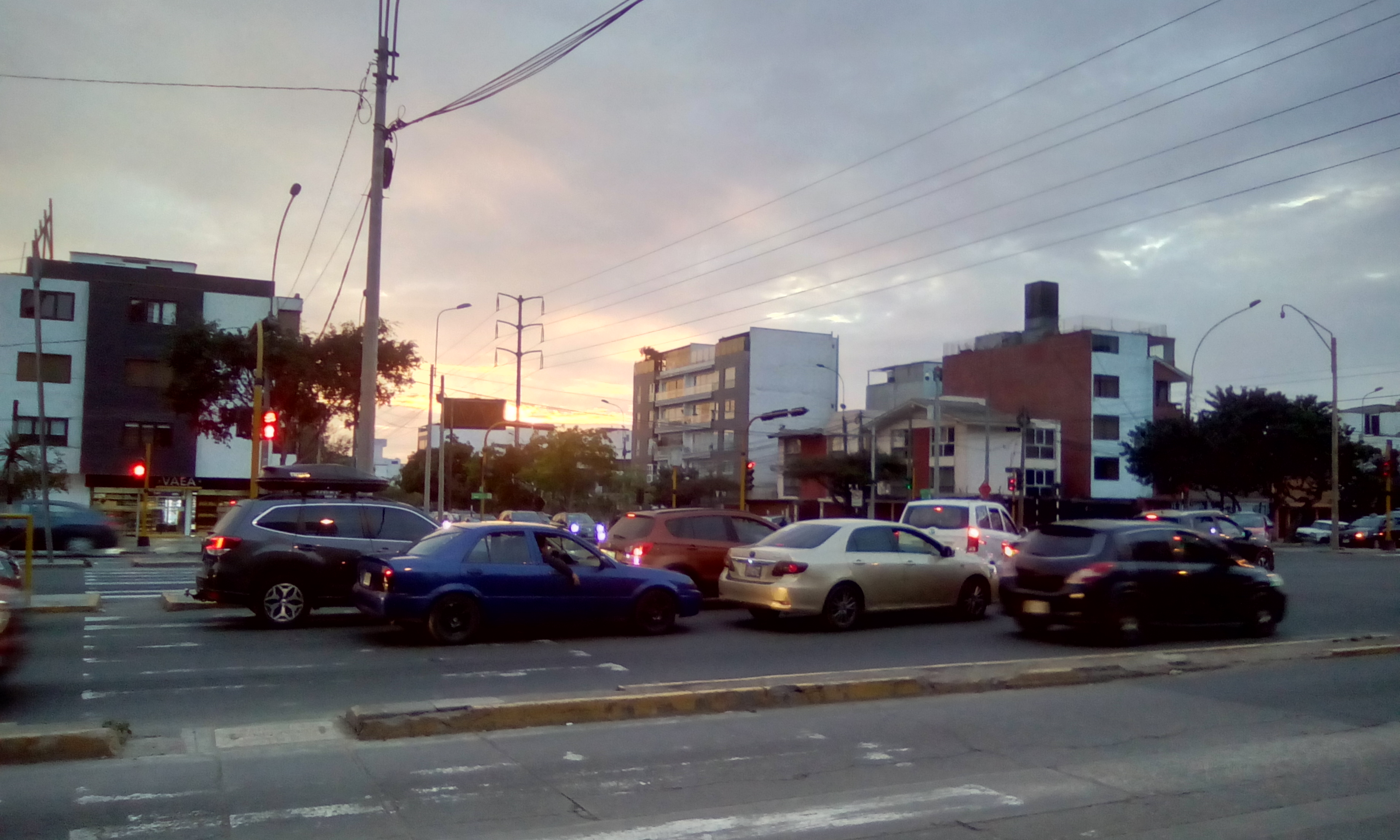
La avenida Tomás Marsano, nombrada en honra a Tomás Marsano.

La avenida Tomás Marsano lleva su nombre, y se extiende por los distritos de Santiago de Surco, Surquillo y Miraflores.

## Fortuna
Marsano era dueño de la Compañía Urbanizadora Surquillo, propietaria de las haciendas La Calera de La Merced (203 hectáreas) y Primavera (25 hectáreas). También fue dueño de la Compañía Agrícola Lima, que formó sobre la base de las haciendas Venegas en el valle de Surco y de la hacienda Copacabana en Puente Piedra.
Marsano mandó a construir la Casa Marsano en 1941, y el Hotel Residencial Miranda de Miraflores. Sin embargo, por disputas familiares, el hotel fue vendido y convertido en la Residencial Miranda. También fue propietario de Compañía Minera Santa Inés de Morococha.

## Descendencia
Entre sus nietos se encuentran la abogada Delia Revoredo Marsano y el empresario minero Andrés Marsano Porras.